# Crematogaster major
Crematogaster major är en myrart som beskrevs av Horace Donisthorpe 1941. Crematogaster major ingår i släktet Crematogaster och familjen myror.

## Underarter
Arten delas in i följande underarter:
- C. m. flavior
- C. m. major